# Warlock
Warlock (с англ. — «Чернокнижник») — немецкая хэви-метал группа из Дюссельдорфа, созданная в конце 1982 года и прекратившая своё существование в 1988 году. Вокалистка Доро Пеш осталась единственной из первого состава группы, после чего основала в том же 1988 году новую группу Doro, которая является продолжением Warlock, но с другим названием. Эта группа продолжает исполнять некоторые классические песни из репертуара Warlock.

## Музыка
В начале 1980-х (в частности в альбоме Burning the Witches) музыка Warlock являлась классическим хэви-металом, однако вскоре стиль группы стал более мягким; так жанр альбома Hellbound определяется как хард-н-хеви. На музыкальный стиль Warlock оказали влияние исполнители хард/хэви-метала 70-х, новой волны британского хэви-метала (NWOBHM) и такие немецкие группы, как Scorpions и Accept. Схожие по стилю группы: Ratt, Dokken и Zed Yago.

## История
В 1983 году Warlock играла по различным немецким клубам, у группы появлялись поклонники. После записи демонстрационного альбома, группа заключила контракт с независимым бельгийским лейблом Mausoleum Records.
Первый состав группы (вокалистка Доро Пеш, гитаристы Петер Сзигети и Руди Граф, бас-гитарист Франк Риттель и ударник Михаэль Эурих) записал альбомы Burning the Witches и Hellbound, участвовал в европейских турах в поддержку своих пластинок. В начале 1985 года Warlock подписала контракт с лейблом Phonogram Records. В том же году посреди тура в поддержку альбома Hellbound гитарист Руди Граф покинул группу и был заменён Нико Арванитисом (из германской группы Stormwind).
Альбом True as Steel, выпущенный 18 августа 1986 года, получил изрядное количество радиоэфира в Северной Америке благодаря хитовому синглу Fight For Rock. После выхода альбома был снят первый видеоклип группы на песню Fight For Rock для MTV. В августе 1986 года Warlock открывала фестиваль Monsters of Rock (Монстры рока) в Донингтоне, ФРГ, где хедлайнерами были Scorpions, а также выступали Оззи Осборн, Michael Schenker Group, Def Leppard и Bon Jovi.
После окончания тура в поддержку альбома True As Steel басист Франк Риттель и гитарист Петер Сзигети покинули группу и были заменены Томми Хенриксеном и Томми Боланом (из Armed Forces). Впоследствии Сзигети и Риттель приняли участие в записи дебютного альбома проекта U.D.O. Animal House (1987). 5 сентября 1987 года Warlock выпустила свой четвёртый и последний альбом, Triumph And Agony.
Группа отправилась в свой первый и единственный продолжительный тур по США, где вместе с Sanctuary открывала концерты Megadeth, а также отыграла несколько собственных шоу, которые предварялись выступления таких групп, как Fates Warning, Sword и Lillian Axe.
Покинувших группу в декабре 1987 года барабанщика Михаэля Эуриха и гитариста Нико Арванитиса заменили Бобби Рондинелли (бывший ударник Rainbow и Black Sabbath) и Джон Левин, соответственно. Доро Пеш осталась единственной участницей из первого состава группы, она отказалась от названия Warlock и назвала новый коллектив в свою честь, Doro. В настоящее время Doro всё ещё исполняет оригинальные песни Warlock.

## Участники группы

### 1983—1985 (Состав I)
- Доро Пеш — Вокал
- Петер Сзигети — Гитара
- Руди Граф — Гитара
- Франк Риттель — Бас-гитара
- Михаэль Эурих — Ударные

### 1985—1987 (Состав II)
- Руди Графа заменил Нико Арванитис

### 1987—1988 (Состав III)
- Доро Пеш — Вокал
- Нико Арванитис — Гитара
- Томми Болан — Гитара
- Томми Хенриксен — Бас-гитара
- Михаэль Эурих — Ударные

## Дискография

### Студийные альбомы
- 1984 — Burning the Witches
- 1985 — Hellbound
- 1986 — True as Steel
- 1987 — Triumph and Agony

### Сборники
- 1991 — Rare Diamonds
- 1998 — Earth Shaker Rock

### Мини-альбомы
- 1985 — You Hurt My Soul (On And On)
- 1986 — Fight For Rock

### Синглы
- 1984 — «Without You»
- 1985 — «All Night»
- 1986 — «Fight For Rock»
- 1987 — «All We Are»
- 1987 — «East Meets West»
- 1987 — «Für Immer»

### Демозапись
- 1983 — Mausoleum Demo